# Quem Quer Namorar com o Agricultor? (4.ª temporada)
A quarta temporada de Quem Quer Namorar com o Agricultor?, cujo programa também é conhecido por Quem Quer Namorar com a Agricultora?, estreou a 30 de maio de 2021 na SIC e terminou a 19 de setembro de 2021, com a apresentação de Andreia Rodrigues. É uma adaptação do formato britânico Farmer Wants a Wife.

## Resumo

### Episódios
| Resumo | Resumo | Episódios | Episódios | Originalmente exibido | Originalmente exibido  |
| Resumo | Resumo | Episódios | Episódios | Estreia da temporada  | Final da temporada     |
| ------ | ------ | --------- | --------- | --------------------- | ---------------------- |
|        | 1      | 17        | 17        | 30 de maio de 2021    | 19 de setembro de 2021 |

### Diários dos Agricultores
| Resumo | Resumo | Episódios | Episódios | Originalmente exibido | Originalmente exibido  |
| Resumo | Resumo | Episódios | Episódios | Estreia da temporada  | Final da temporada     |
| ------ | ------ | --------- | --------- | --------------------- | ---------------------- |
|        | 1      | 80        | 80        | 31 de maio de 2021    | 17 de setembro de 2021 |

### Diários da Agricultora
| Resumo | Resumo | Episódios | Episódios | Originalmente exibido | Originalmente exibido  |
| Resumo | Resumo | Episódios | Episódios | Estreia da temporada  | Final da temporada     |
| ------ | ------ | --------- | --------- | --------------------- | ---------------------- |
|        | 1      | 80        | 80        | 31 de maio de 2021    | 17 de setembro de 2021 |

## Episódios
| #  | ## | Título        | Exibição original   | Audiências (share) |
| -- | -- | ------------- | ------------------- | ------------------ |
| 39 | 1  | "Episódio 1"  | 30 de maio de 2021  | ASD                |
| 40 | 2  | "Episódio 2"  | 6 de junho de 2021  | ASD                |
| 41 | 3  | "Episódio 3"  | 13 de junho de 2021 | ASD                |
| 42 | 4  | "Episódio 4"  | 20 de junho de 2021 | ASD                |
| 43 | 5  | "Episódio 5"  | 27 de junho de 2021 | ASD                |
| 44 | 6  | "Episódio 6"  | 4 de julho de 2021  | ASD                |
| 45 | 7  | "Episódio 7"  | 11 de julho de 2021 | ASD                |
| 46 | 8  | "Episódio 8"  | 18 de julho de 2021 | ASD                |
| 47 | 9  | "Episódio 9"  | 25 de julho de 2021 | ASD                |
| 48 | 10 | "Episódio 10" | 1 de agosto de 2021 | ASD                |
| 49 | 11 | "Episódio 11" | 8 de agosto de 2021 | ASD                |

## Diários dos Agricultores
| 161 | 1  | "Diário 1"  | 31 de maio de 2021     | ASD |
| ... |    |             |                        |     |
| 240 | 80 | "Diário 80" | 17 de setembro de 2021 | ASD |

## Diários da Agricultora
| 74  | 1  | "Diário 1"  | 31 de maio de 2021     | ASD |
| 75  | 2  | "Diário 2"  | 1 de junho de 2021     | ASD |
| 76  | 3  | "Diário 3"  | 2 de junho de 2021     | ASD |
| 77  | 4  | "Diário 4"  | 3 de junho de 2021     | ASD |
| 78  | 5  | "Diário 5"  | 4 de junho de 2021     | ASD |
| 79  | 6  | "Diário 6"  | 7 de junho de 2021     | ASD |
| 80  | 7  | "Diário 7"  | 8 de junho de 2021     | ASD |
| 81  | 8  | "Diário 8"  | 9 de junho de 2021     | ASD |
| 82  | 9  | "Diário 9"  | 10 de junho de 2021    | ASD |
| 83  | 10 | "Diário"    | 11 de junho de 2021    | ASD |
| 84  | 11 | "Diário 11" | 14 de junho de 2021    | ASD |
| 85  | 12 | "Diário 12" | 15 de junho de 2021    | ASD |
| 86  | 13 | "Diário 13" | 16 de junho de 2021    | ASD |
| 87  | 14 | "Diário 14" | 17 de junho de 2021    | ASD |
| 88  | 15 | "Diário 15" | 18 de junho de 2021    | ASD |
| 89  | 16 | "Diário 16" | 21 de junho de 2021    | ASD |
| 90  | 17 | "Diário 17" | 22 de junho de 2021    | ASD |
| 91  | 18 | "Diário 18" | 23 de junho de 2021    | ASD |
| 92  | 19 | "Diário 19" | 24 de junho de 2021    | ASD |
| 93  | 20 | "Diário 20" | 25 de junho de 2021    | ASD |
| 94  | 21 | "Diário 21" | 28 de junho de 2021    | ASD |
| 95  | 22 | "Diário 22" | 29 de junho de 2021    | ASD |
| 96  | 23 | "Diário 23" | 30 de junho de 2021    | ASD |
| 97  | 24 | "Diário 24" | 1 de julho de 2021     | ASD |
| 98  | 25 | "Diário 25" | 2 de julho de 2021     | ASD |
| 99  | 26 | "Diário 26" | 5 de julho de 2021     | ASD |
| 100 | 27 | "Diário 27" | 6 de julho de 2021     | ASD |
| 101 | 28 | "Diário 28" | 7 de julho de 2021     | ASD |
| 102 | 29 | "Diário 29" | 8 de julho de 2021     | ASD |
| 103 | 30 | "Diário 30" | 9 de julho de 2021     | ASD |
| ... |    |             |                        |     |
| 153 | 80 | "Diário 80" | 17 de setembro de 2021 | ASD |

## Agricultores
Luís Feijão
Tiago Belo
Ana Palma
Aurélio Pinto
Diogo Moreira
José Luís Fernandes

## Candidatos/as
Sara Barbosa
28 anos, Porto
Sara é comercial num ginásio. É uma pessoa bastante sociável, comunicativa, atenta e pronta a ajudar. Numa relação dá o máximo de si. Já adotou um cão e foi o dia mais especial que teve até hoje. Tem pânico de aranhas, insetos e bichos rastejantes. A sua viagem de sonho é Paris.
Procura alguém que não desista quando alguma coisa se torna mais difícil. Também procura companheirismo, diálogo e carinho. Vai também para a quinta de Luís Feijão.
Tatiana Santos
25 anos, Setúbal
Tatiana está atualmente a terminar o 12º ano. É bastante sociável, gosta de rir e fazer rir. Um pouco controladora, considera que adapta-se com bastante facilidade às situações e que lida bem com a pressão. Numa relação é ciumenta, amiga da pessoa que tem ao seu lado e cuidadora.
Adora ver séries, passear com os amigos e estar com a família. A mãe é a sua grande conselheira.
Procura um homem trabalhador, ambicioso, curioso, persistente e batalhador. Tatiana foi escolhida pelo agricultor Luís Feijão.
Andreia Simões
23 anos, Lisboa
Andreia é assistente de cozinha. Considera-se cordial, genuína e humilde. Tem como objetivo tirar uma licenciatura na área da hotelaria. Ambiciona a realização profissional e constituir família, tendo assim mais tarde uma grande história de vida para contar.
Adora viagens longas de carro para poder conhecer sítios novos de preferência em contacto com a natureza. No programa procura amizade sincera e verdadeira para poder constituir algo especial e duradouro. A pretendente foi escolhida por Luís Feijão.
Mariana Cardoso
23 anos, Lisboa
Mariana é estudante de Comunicação Empresarial. Considera-se divertida, bem-disposta e tranquila. É fã de sushi e baba de camelo. Adora viajar, tirar fotografias e descobrir recantos das cidades. Procura um homem divertido, com sentido de humor e educado. Foi escolhida por Luís Feijão e por Diogo Moreira, mas optou por ficar com o primeiro.
Telma Perellon
Joana Soares
31 anos, Paredes
Joana é mãe de gémeas e trabalha num call center. Considera-se uma pessoa com sentido de humor, simples e sempre disponível para ajudar. Numa relação procura respeito, evolução pessoal, companheirismo e objetivos em comum. O momento mais feliz foi o nascimento das filhas. Sonha em visitar Marrocos. Foi escolhida também por Tiago Belo
Ana Margarida Pereira
24 anos, Beja
Ana é padeira e caçadora. Caracteriza-se uma pessoa muito alegre, simpática, sempre pronta a ajudar, humilde, honesta, sensível e teimosa. Numa relação é muito amorosa, gosta muito de dar carinhos, está sempre preocupada com medo que aconteça alguma coisa: é um coração mole.
É especialista em açorda de perdiz. Sonha em ser mãe. Procura um homem que seja trabalhador, sensível, carinhoso, desinibido, atraente e educado. Está pronta para conhecer melhor o agricultor Tiago Belo.
Ivete Dias
33 anos, Ourique
Ivete é Engenheira do Ambiente. Numa relação é uma pessoa que se apaixona facilmente se do outro lado a pessoa for de acordo com aquilo que procura: afetuoso, carinhoso e romântico. Gosta de ficar em casa a ver um filme, de passar tempo de qualidade com a pessoa que está ao seu lado.
O momento mais feliz foi o nascimento do filho. Gosta de ver o mar, caminhar, ouvir música e dançar. Ivete está a caminho da quinta de Tiago Belo.
Cristiana Santos
Frederico Oliveira
26 anos, Braga
Frederico é metalúrgico. Considera-se uma pessoa segura, sorridente, honesta, justa e muito divertida. Numa relação adora fazer surpresas uma vez que é muito romântico. No entanto, admite que tem dificuldades em entregar-se a uma relação, pois fica um pouco mais na defensiva.
Considera o nascimento do irmão o momento mais feliz da sua vida. Como hobbies gosta de tocar concertina e montar a cavalo.
Numa relação procura alguém que seja simples, compreensivo, de bom carácter, inteligente e com bom coração. Está a caminho da quinta de Ana Palma.
Ricardo Santos
30 anos, Lisboa
Ricardo é responsável de armazém. Considera-se gentil, meigo, atencioso, divertido e amoroso. Gosta muito de tratar dos seus animais e montar a cavalo. Não dispensa uma boa picanha e bacalhau. Sonha em conhecer as Maldivas e ser pai.
Numa relação procura uma amizade cheia de confiança. O que mais aprecia numa mulher é o sorriso e olhar. Terá já conquistado Ana Palma?
Tiago Santos
30 anos, Lisboa
Tiago é empregado de mesa. Para si uma relação é cumplicidade, compreensão e saber perdoar. Considera-se compreensivo, humilde, aventureiro, sincero, brincalhão, responsável, ambicioso e social.
Gosta de fazer caminhadas e conhecer as riquezas do nosso país. Pretende conhecer uma mulher aventureira, responsável, honesta, genuína e compreensiva. Foi escolhido pela agricultora Ana Palma.
Joaquim Nogueira
38 anos, Porto
Joaquim trabalha na área da programação e fotografia. Considera-se uma pessoa calma, alegre e teimosa. O momento mais feliz da sua vida foi o nascimento do filho. Nos tempos livres gosta de desenhar e é árbitro de futebol. Foi um dos selecionados por Ana Palma.
Tiago Oliveira
Leandra Ricardo
39 anos, Lisboa
Leandra trabalha na área do marketing. Considera-se observadora, reservada, divertida, leal, sincera, independente, diplomática e carinhosa. O momento mais feliz foi o nascimento da filha. Gosta muito de ler, meditar e fazer exercício físico. Procura um homem que possa acrescentar algo à sua vida e que goste da sua filha. Leandra foi escolhida por Aurélio.
Cátia Ferreira
32 anos, Faro
Cátia é modelo artístico. Considera-se teimosa, com personalidade forte, determinada e impaciente. Numa relação é carinhosa, boa ouvinte e gosta de quebrar rotinas. Gosta de fazer exercício físico, caminhar no campo e praia e fazer sessões fotográficas.
Procura um homem respeitador, trabalhador, humilde, confiante e com mente aberta. Sonha em conhecer a Índia. No ‘Quem Quer Namorar com o Agricultor’ foi escolhida por Aurélio.
Cristiana Cunha
33 anos, Leiria
Cristiana é escritora. É licenciada em Biologia Marinha e Biotecnológica e tem mestrado em Ciências do Mar. Considera-se compreensiva, meiga, exigente, direta, assertiva e objetiva.
Devido à pandemia, descobriu a sua paixão pela escrita. Tudo começou numa noite em que, após ver uma série, precisou de escrever um poema e as palavras fluíram com tal intensidade que deram origem ao romance “E Se Eu Nunca Te Amar?!…”.
Gosta de correr, praticar orientação, caminhar pelo campo e fazer voluntariado. Procura um homem sensível, delicado, educado, bom comunicador, divertido, sorridente e bem-disposto. Foi também escolhida por Aurélio.
Cláudia Freitas
Ana Cristina Soares
23 anos, Porto
Ana está atualmente desempregada. Considera-se carinhosa, companheira, atenciosa e protetora. O momento mais feliz foi o nascimento das sobrinhas. É viciada no seu telemóvel e em sushi. Procura alguém que saiba aquilo que quer e que tenha objetivos compatíveis com os seus. Ana também foi escolhida por Diogo Moreira.
Maria Rodrigues
22 anos, Porto
Maria está atualmente desempregada. Considera-se divertida, amiga e sempre pronta a ajudar. Adora o seu gato Billy. Gosta de passear no campo, visitar monumentos e conhecer tradições. Detesta ratos e passar a ferro. Sonha em conhecer o Brasil e as Maldivas. Foi escolhida por Diogo Moreira.
Filipa Monteiro
31 anos, Leiria
Filipa é licenciada em Gestão de Eventos e está atualmente desempregada. Considera-se uma pessoa simples, reservada, simpática, divertida, honesta, responsável e carinhosa. Não tolera mentiras, desprezo e ser colocada de parte.
O momento mais feliz foi o nascimento do irmão. Detesta conduzir e limpar o pó.
Procura uma relação feliz repleta de muito amor, uma pessoa que goste de si como é, com todos os defeitos e qualidades, que tenha maturidade suficiente para saber o que quer, seja carinhoso e cavalheiro, trabalhador, romântico, sincero e queira construir família. Foi também escolhida pelo agricultor Diogo Moreira.
Paula Pereira
Andreia Moreno
43 anos, Lisboa
Andreia considera-se um pouco ciumenta, muito mimada, romântica. Gosta de receber e de dar atenção. É alegre, simpática, bem-humorada e quando está numa relação gosta que haja sinceridade.
Inscreveu-se no programa porque acredita que irá ser uma grande aventura, mesmo que não encontre o amor. Não desiste do amor que acredita que existirá alguém que seja a sua cara metade. Talvez seja o Zé Luís.
Gosta de passear o cão, fazer caminhadas, ginástica, cantar, ler, ouvir música e brincar com os filhos. Andreia foi escolhida por José Luís, com quem sentiu uma grande química logo que o conheceu.
Ana Maria Afonso
54 anos, Lisboa
Ana é cabeleireira. Considera-se educada, trabalhadora e responsável. O momento mais feliz foi o nascimento dos filhos. Ao final do dia gosta sempre de fazer uma caminhada. Os seus hobbies são dedicados à leitura e dança. No programa procura companheirismo, respeito e amor. Foi escolhida pelo agricultor José Luís.
Salomé Pita
46 anos, Coimbra
Salomé é escritora. Procura num homem conforto, serenidade, cumplicidade, companheirismo, confiança e amor. Surpreendem-lhe homens que se sabem conhecer interiormente. Também gostaria de conhecer um homem que lhe dedicasse uma poesia ou que fosse apenas ele próprio na sua singularidade natural. Salomé vai para quinta do agricultor mais velho desta edição de ‘Quem Quer Namorar com o Agricultor’, José Luís.
Elsa Almeida
49 anos, Setúbal
Elsa é operadora de caixa. Considera-se humilde, carinhosa e explosiva. O momento mais feliz foi o nascimento dos filhos. Adora passear o cão, fazer passeios pela natureza e artesanato. Tem fobia de touros bravos. Foi também escolhida por José Luís.
Sónia Libório

## Escolhas dos Agricultores
| Agricultor(a)       | Candidato(as)                                                                  | Candidato(a) escolhido(a) pelo(a) agricultor(a) |
| ------------------- | ------------------------------------------------------------------------------ | ----------------------------------------------- |
| Luís Feijão         | Sara Barbosa Tatiana Santos Andreia Simões Mery Cardoso Telma Perellon         | Sara Barbosa                                    |
| Tiago Belo          | Ana Margarida Pereira Joana Soares Ivete Dias Cristiana Santos                 | Joana Soares                                    |
| Ana Palma           | Frederico Oliveira Ricardo Santos Tiago Santos Joaquim Nogueira Tiago Oliveira | Ninguém                                         |
| Aurélio Pinto       | Leandra Ricardo Cátia Ferreira Cristiana Cunha Cláudia Freitas                 | Leandra Ricardo                                 |
| Diogo Moreira       | Ana Cristina Soares Maria Rodrigues Filipa Monteiro Paula Pereira              | Ana Cristina Soares                             |
| José Luís Fernandes | Andreia Moreno Ana Maria Afonso Salomé Pita Elsa Maciel Sónia Libório          | Ninguém                                         |